# Polychrysia morigera
Polychrysia morigera är en fjärilsart som beskrevs av Edwards 1887. Polychrysia morigera ingår i släktet Polychrysia och familjen nattflyn. Inga underarter finns listade i Catalogue of Life.